# François Buisseret
Pour les articles homonymes, voir Buisseret.
François Buisseret, né à Mons en 1549 et mort à Cambrai le 2 mai  1615, est un prélat belge du XVIe siècle et du début XVIIe siècle. Évêque de Namur en 1605, il est promu archevêque de Cambrai en 1615, dans les Pays-Bas méridionaux.
Après avoir étudié la philosophie, le droit et la théologie à Louvain, il se rend à Rome, et de là à Bologne où il est reçu docteur en droit. En 1574 il est nommé chanoine de la cathédrale de Cambrai.
En 1601 le chapitre métropolitain a déjà élu son doyen, François Buisseret, pour succéder à l'archevêque de Cambrai Jean Sarrazin décédé, mais l'archiduc  Albert d'Autriche menace de saisir les biens des chanoines, si ceux-ci ne lui abandonnent pas le libre choix du successeur du prélat défunt. François Buisseret, devant cette menace renonce à son élection. Buisseret est promu alors à l'évêché de Namur.  
A Namur il crée le séminaire diocésain inauguré le 1er octobre 1605 à Nivelles,.
Il lève de terre le corps de la bienheureuse Marie d'Oignies, et érige un séminaire à Noyelles. 
En 1613, il demande à Florence de Verquigneul, abbesse des bénédictines réformées de la Paix Notre-Dame à Douai, d'envoyer quelques-unes de ses moniales à Namur pour y fonder un couvent.  
En 1614, Buisseret est promu archevêque de Cambrai.

## Source
- (en) Catholic Hierachy.org François Buisseret